# 弗雷斯卡诺
弗雷斯卡诺，是西班牙阿拉贡自治区萨拉戈萨省的一个市镇。 总面积18平方公里，总人口248人（2001年），人口密度14人/平方公里。